# Södra kvinnoklubben
Södra kvinnoklubben var en förening för socialdemokratiska kvinnor i södra Stockholm. 
Klubben var en av de lokala kvinnoföreningar som bildades efter Kvinnliga arbetarklubben. Klubben var under sina första år på 1890-talet en viktig förening för kvinnor inom arbetarrörelsen. 1902 bildade den tillsammans med Stockholms Allmänna Kvinnoklubb Kvinnornas Fackförbund. 
Stockholm var emellertid för litet för två socialdemokratiska kvinnoföreningar. I januari 1904 slogs Södra Kvinnoklubben samman med Stockholms Allmänna Kvinnoklubb.